# 歌ネット
歌ネット（うたネット）は、株式会社ページワンが運営する歌詞の検索サービス。
かつてはPC版とモバイル版があり、モバイル版はファンコミュニケーションズと共同運営したが、現在はPC版とスマホ版となり、株式会社ページワンが運営している。
「どこよりも早く、正確に」をモットーに、ユーザー投稿やクローリングではなく、レコード会社などから歌詞データを入手し、社内で歌詞データベースを作成していることで、品質を担保している。

## 概要
歌詞の無料検索が出来るのが特徴。以前は無料で会員登録しないと閲覧することはできなかったが、現在は誰でも見ることができる。歌詞はJASRAC、NexTone、各著作権管理団体などから許可を得てストリーム方式で歌詞を表記している。
歌詞のほかにアーティストのインタビューを連載するなど、他の歌詞サイトに比べてアーティストと関わりが多い。楽曲発売前に先行で歌詞掲載がされる。
2003年と2004年に『Yahoo! Internet Guide』（ソフトバンククリエイティブ）主催の『Web of the Year』で音楽関連サイトで1位を獲得するなど、ユーザの評価も比較的高い。
2024年現在で最も多く歌詞を検索されている曲は米津玄師の「Lemon」。

## 沿革
- 2001年5月21日にサービスを開始する。
- 2005年9月1日に『歌ネットモバイル』サービスを開始する。当初はau (EZweb) の独占サービスであった[5]。
- 2006年12月15日にNTTレゾナントと契約し、同社のポータル『goo』へ歌詞の検索・閲覧サービスの提供を開始[6]する。
- 2007年9月1日 『歌ネットモバイル』がNTTドコモとソフトバンクモバイルに対応する。

## 王冠マーク
2001年5月のサービス開始以来、これまでの総アクセス数を楽曲別に集計した歌詞表示回数で、10万回以上表示された楽曲に王冠マークが表示される。
デフォルトは発売日の新しい順番に並んでおり、人気順などに並べ替えることも可能。また、歌手名をクリックすると歌手名の絞り込みができる。この王冠マークにより、ユーザーの支持した楽曲、人気度が一目で解る仕組みとなっている。
- ゴールド リリック（歌詞表示回数が10万回を超えた楽曲）
- プラチナ リリック（歌詞表示回数が25万回を超えた楽曲）
- ミリオン リリック（歌詞表示回数が100万回を超えた楽曲）